# Pevidém SC
Der Pevidém Sport Clube ist ein portugiesischer Sportverein aus Pevidém, Gemeinde São Jorge de Selho, der insbesondere für seine Fußballmannschaft bekannt ist.

## Geschichte und Hintergrund
Pevidém SC wurde 1989 gegründet und schaffte schnell den Aufstieg in den national organisierten Fußball, als er 1994 die viertklassige Terceira Divisão erreichte. Als Tabellenzweiter seiner Staffel hinter GD Bragança stieg der Klub 2000 in die Segunda Divisão B auf, verpasste dort jedoch gemeinsam mit Lusitânia Lourosa, CD Trofense und Schlusslicht AD Fafe den Klassenerhalt. Bereits 2003 folgte mit nur zwei Saisonsiegen im Lauf der Viertligaspielzeit 2002/03 der Absturz in den regionalen Ligabetrieb.
2020 schaffte Pevidém SC die Rückkehr in die nach Ligareformen mittlerweile dritte Liga Campeonato de Portugal als niedrigste national organisierte Spielklasse. Dort wurde der Klub Staffelsieger und verpasste zwar den Aufstieg in die zweitklassige Liga Portugal 2, qualifizierte sich aber für die neu eingeführte Liga 3. Ein Saisonsieg in der Spielzeit 2021/22 bedeutete jedoch den letzten Tabellenplatz, in der Abstiegsrunde wurde der Klassenerhalt endgültig verpasst. In der Spielzeit 2023/24 spielte der Klub in der Aufstiegsrunde um die Rückkehr in die Drittklassigkeit, wurde dort jedoch ohne eigenen Sieg nur Schlusslicht.